# Севастьянов, Владимир Александрович
Владимир Александрович Севастьянов (род. 17 декабря 1984) — российский хоккеист, нападающий. Тренер.

## Биография
Воспитанник пермского хоккея. Начинал играть за «Молот-Прикамье-2» с сезона-2000/01, в сезонах-2002/03 — 2008/09 выступал за «Молот-Прикамье», в тёх сезонах в Суперлиге провёл 58 матчей. Играл за «Спутник» Нижний Тагил (2009/10 — 2011/12) и в чемпионате Казахстана за команды «Сарыарка» (2011/12), «Арыстан» (2012/13), «Астана» (2013/14, один матч).
Бронзовый призёр чемпионата Казахстана (2011/12).
Тренер в хоккейной школе «Легенда» (Пермь, с 2016 года).